# Guifré II de Cerdanya
Guifré I de Berga i II de Cerdanya (?, 970 — Sant Martí del Canigó, 31 de juliol de 1049) fou comte de Cerdanya i de Conflent (988 - 1035), i comte de Berga (1003 - 1035).

## Família
Fill del comte Oliba Cabreta i la seva esposa Ermengarda d'Empúries. Fou germà dels comtes Bernat I de Besalú i l'abat Oliba. Es casà amb Guisla de Pallars, amb la qual va tenir:
- Ramon I de Cerdanya (1035 - 1068), comte de Cerdanya
- Guifré de Cerdanya (? - 1079), arquebisbe de Narbona
- Berenguer de Cerdanya (? - 1053), bisbe d'Elna
- Ardoina de Cerdanya (? - 1050)
- Guillem Guifré (? - 1075), bisbe d'Urgell
- Bernat I de Berga (? - 1050), comte de Berga
- Berenguer Guifré (? - 1093), comte de Berga i bisbe de Girona
- Fe de Cerdanya, casada amb el comte Hug I de Roergue

## Ascens al tron comtal
Va heretar el comtat de Cerdanya del seu pare el 988, quan aquest decidí fer-se monjo a Montecassino, tot i que tingué a la seva mare Ermengarda de regenta entre l'any 988 i el 994. Així mateix, va rebre el comtat de Berga l'any 1003 quan el seu germà Oliba decidí fer-se monjo. Aquell mateix any, Ramon Borrell va dirigir una expedició a Lleida que va ser contestada amb una nova ràtzia del fill d'Almansor, Abd al-Malik, que va devastar amb un exèrcit musulmà de 17.000 soldats les regions occidentals del comtat de Barcelona, la serra del Montseny, les comarques d'Igualada i Manresa a l'Osona; destruí els castells de Montmagastre, Meià i Castellolí, i passà al sud del comtat d'Urgell. El 1006, Abd al-Malik al-Muzaffar realitzà una nova incursió contra la Segarra i la Ribagorça, i fou derrotat en la batalla de Torà per la unió de Ramon Borrell, Bernat Tallaferro, Guifré II de Cerdanya i Ermengol I d'Urgell.
Participà activament en la consagració d'esglésies i monestirs com ara el de Sant Martí del Canigó, fundat per ell el 1007 i consagrat el 1009. Així mateix, va lluitar per independitzar-se del bisbat d'Urgell tot i la resistència de sant Ermengol d'Urgell.
El 1023 va arribar a un acord de bona concòrdia entre el comte de Barcelona i el comte de Besalú.
El 1035 es retirà al monestir de Sant Martí del Canigó, on es va fer monjo, i hi morí en juliol de l'any 1049.
És un dels protagonistes del poema Canigó (1886) de Jacint Verdaguer.

## Títols i successors
| Guifré II de Cerdanya Naixement: 970 Mort: 1049    | |                                         |
| Títols                                             | |                                         |
| Precedit per: Oliba I de Cerdanya "Cabreta" (pare) | Comte de Cerdanya (Llista de comtes de Cerdanya) Comtat de Cerdanya, Comtat de Conflent (988–1035) | Succeït per: Ramon I de Cerdanya (fill) |
| Precedit per: Abat Oliba (germà)                   | Comte de Berga (Llista de comtes de Berga) (1003–1035)                                             | Succeït per: Bernat I de Berga (fill)   |